# Ambrosius Moibanus
Ambrosius Moibanus (Wrocław, 4 de Abril de 1494 — Wrocław, 16 de Janeiro de 1554) foi humanista, teólogo e reformador polonês. Foi o primeiro pastor luterano da Igreja de Santa Isabel em Breslau, atual Wroclaw. Era adversário dos anabatistas e foi co-reformador da Silésia, junto com Johann Hess (1490-1547).  Em seus esforços de promover os ensinos de Lutero, teve de enfrentar os anabatistas que haviam se estabelecido na região desde 1526, e os seguidores de Schwenckfeld. Ambas as doutrinas tinham muitos admiradores entre a nobreza e a população em geral. Balthasar Hubmaier (1485-1528) chegou a dedicar um livro "Das ander Biechlein von der Freywilligkeit des Menschens" a Frederico II, Duque de Liegnizt (1480-1557).
Dez anos depois, Moibanus também escreve um livro que dedicou ao duque, onde ele atacava os anabatistas e os seguidores de Schwenckfeld, cujo título era "Das herrliche Mandat Jesu Christi vnseres Herrn vnd Heilandes. Gehet hin jnn die gantze welt vnd prediget das Evangelium . . . Marci XVI. Denen zu einem vnterricht, so das Predigampt vnd die Sakrament Christi für vnnötig zur Seelen heil achten wolten, gehandelt". A obra censurava o governante devido à tolerância pelas duas irmandades, o que aumentou a perseguição aos anabatistas em Liegnitz, Brieg e Wohlau, obrigando-os a emigrarem param Glatz.
Em seguida, Moibanus tentou convencer Johann von Bernstein, Senhor de Helfenstein (1487-1548) para que não aceitasse os dois grupos, no que foi ajudado por Filipe Melanchthon, que em 1541, dedicou ao barão um opúsculo, impresso em Breslau, sobre os deveres dos príncipes. Estudou inicialmente na Universidade de Cracóvia, que na época era um círculo de humanistas, poetas, matemáticos e astrônomos. Mais tarde, estudou na Universidade de Viena onde teve Ambrosius Salzer (1476-1568) como professor de Filosofia. Em 1517, publicou três hinos heróicos do italiano místico Pico della Mirandola e um hino sobre o Mistério da Santíssima Trindade impressa pelo helenista, humanista e reformador Jacobus Bedrotus Pludentinus (1493-1541).
Fez uma viagem pelo sul da Alemanha, onde conheceu Johann Reuchlin. Em 1520, foi nomeado para ser diretor da Escola Paroquial de Santa Maria Madalena, em Breslau. Em 16 de abril de 1523 matriculou-se na Universidade de Wittenberg para estudar teologia, onde teve como professores Martinho Lutero, Caspar Cruciger, o Velho e Johannes Bugenhagen, além de Justus Jonas, o Velho. Fez também amizades com Joachim Camerarius, o Velho, Paul Eber e Veit Dietrich (1506-1549). Diplomou-se como Doutor em Teologia no dia 26 de junho de 1525. Em 3 de agosto de 1525 foi nomeado Bispo de Breslau por Jakob von Salza (1481-1539).

## Obras
- Paedia artis grammaticae, Leipzig, 1522
- In Epistolam Pauli ad Romanos interpretatio - 1527
- Jesu - 1537
- Das herrliche Mandat Jhesu Christi vnsers Herrn vnd Heilandes [etc] Gehet hin jnn die gantze welt vnd prediget das Euangelium etc. Marci xvj. Denen zu einem vnterricht so das Predigampt vnd die sacrament Christi fur vnnötig zur seelen heil achten wöllen gehandelt - 1537
- Catechismi Capita Decem, primum quibusdam thematis, Deinde etiam Colloquiis ... - 1538
- In omnes M. Tullii Ciceronis orationes, quot quidem extant, doctissimorum uirorum lucubrationes, summa diligentia, ac singulari erga Ciceronianae eloquentiae studiosos fide in unum uolumen collectae, ac partim etiam antea, partim nunc primum in lucem editae. Basileae: ex officina Roberti Winter, 1539
- Ὁμήρου ἐξηγήτης: Homeri interpres. Argentorati: per Wendelinum Richelium, 1539. 3 voll.
- Epistola Ambros. Moibani de consecratione Palmorum - 1541
- Ad magnificum ac Generosum Dominum Ioannem Baronem a Bernstein, in ... - 1541
- d clariss(imum) principem eundemque reverendiss. D. D. Baltasarem Episcopum ... - 1541
- Colloqvia evangelica dvo, qvibvs pveriles animi exemplo pueri Iesu ad pietatis studium inuitantur - 1541
- Svmma Christianismi, Ambrosio Moibono Theologo doctissimo, Autore ; Aiecta .. - 1541